# NGC 937
NGC 937 é uma galáxia espiral barrada (SBc) localizada na direcção da constelação de Andromeda. Possui uma declinação de +42° 14' 59" e uma ascensão recta de 2 horas, 29 minutos e 28,1 segundos.
A galáxia NGC 937 foi descoberta em 12 de Dezembro de 1884 por Édouard Jean-Marie Stephan.